# 上山田線
上山田線（日语：／ Kami-Yamada sen */?）曾經是一條連結日本福岡縣飯塚市的飯塚站至田川郡川崎町的豐前川崎站，屬於九州旅客鐵道（JR九州）的鐵路線（地方交通線）。根據國鐵再建法施行（1980年）獲指定為第2次特定地方交通線，國鐵分割民營化後的1988年9月1日廢除。

## 路線資料
- 管轄（事業類別）：九州旅客鐵道（第一種鐵道事業者）
- 路段（營業距離）：飯塚－豐前川崎 25.9公里（嘉穗信號場－下山田間（1.7公里）與漆生線重複）
- 軌距：1067毫米
- 站數：10個（包括起終點站）
- 複線路段：沒有（全線單線）
- 電氣化路段：沒有（全線非電氣化（日语：非電化））
- 閉塞方式：Tablet閉塞式

## 車站列表
所有車站都位於福岡縣。接續路線的公司名、所在地以上山田線廢除時為準。該線廢除前廢除的路線則以該時為準。
| 中文站名   | 日文站名 | 英文站名 | 站間距離 | 營業距離 | 接續路線、備註                                       | 所在地                      |
| ---------- | -------- | -------- | -------- | -------- | ---------------------------------------------------- | --------------------------- |
| 飯塚       |          |          | -        | 0.0      | 九州旅客鐵道：豐本線                                 | 飯塚市                      |
| 平恒       |          |          | 1.5      | 1.5      |                                                      | 嘉穗郡穗波町 （現、飯塚市） |
| 臼井       |          |          | 5.5      | 7.0      |                                                      | 嘉穗郡碓井町 （現、嘉麻市） |
| 大隈       |          |          | 2.6      | 9.6      |                                                      | 嘉穗郡嘉穗町 （現、嘉麻市） |
| 嘉穗信號場 |          | /        | -        | 10.7     | 與漆生線在運行上的分岔點                             | 嘉穗郡嘉穗町 （現、嘉麻市） |
| 下山田     |          |          | 2.8      | 12.4     | 日本國有鐵道：漆生線（1986年（昭和61年）4月1日廢除） | 山田市 （現、嘉麻市）       |
| 上山田     |          |          | 2.0      | 14.4     |                                                      | 山田市 （現、嘉麻市）       |
| 熊畑       |          |          | 3.0      | 17.4     |                                                      | 山田市 （現、嘉麻市）       |
| 真崎       |          |          | 4.7      | 22.1     |                                                      | 田川郡川崎町                |
| 東川崎     |          |          | 1.6      | 23.7     |                                                      | 田川郡川崎町                |
| 豐前川崎   |          |          | 2.2      | 25.9     | 九州旅客鐵道：日田彥山線                             | 田川郡川崎町                |

1. ↑  漆生線廢除後單純作為上山田線的閉塞邊界的機能

## 延伸閱讀
- 宮脇俊三（編著）. . JTBキャンブックス 2. 日本交通公社出版事業局. 1996: pp. 140–143. ISBN 4-533-02533-1.
- 宮脇俊三（編著）. . JTBキャンブックス 6. JTB. 1999: pp. 4–14. ISBN 4-533-03150-1.
- 宮脇俊三・原田勝正（編）. . 鉄道の旅：全線全駅. 小学館. 1982: pp. 126–127.
- 宮脇俊三・原田勝正（編）. . 国鉄全線各駅停車. 小学館. 1983: pp. 122–123.

## 外部連結
- 嘉麻市 （页面存档备份，存于）